# So 344戰鬥機
Sombold 344射擊戰鬥機（德語：Sombold 344 Schußjäger）是一款由居住在德國瑙姆堡的工程師海因茨·Sombold於1943至44年設計的火箭動力飛機。該工程是應在二戰最後一年面臨盟軍的戰略轟炸的德國對奇蹟武器的需求而生的。

## 描述
So 344最初的設計定位是安裝兩挺MG 81機槍和一門Mk.108航炮的寄生護航戰鬥機。但是在1944年1月，設計師對其設計進行了更改。按照更改後的設計方案，飛機會安裝兩挺MG系列的機槍，並且有一個填充了400公斤炸藥的可爆炸機鼻。該機的機艙位於靠近機尾的飛機後部區域。其翼展爲5.7米，而全長則爲5.3米。加上可彈出式的機鼻的話，飛機長度爲7米。
作戰時，該機會先由母機載運到作戰海拔。隨後，飛機會啓動其沃爾特HWK109-509，並以45度的俯角衝向敵人的轟炸機。在靠近敵機後，飛機會向敵人的轟炸機編隊中心發射其安裝了近炸引信的可爆炸機鼻——因爲向編隊中心發射機鼻是能照成最大破壞的攻擊方式。隨後，飛機會利用剩下的火箭發動機燃料撤退，並通過機體下的滑板降落。
因爲其作戰過程對飛行員來說相當危險，所以So 344偶爾會被列入自殺武器的行列。但是，該飛機的設計定位並不是自殺武器——儘管飛行員在進行如此危險的作戰之後生還率不會太高。
So 344僅僅是一款沒有投入過量產的實驗型飛機。在納粹德國投降後，這款飛機的研發工程很快就被中止。除了一架用來做空氣動力試驗的1:5模型外，沒有任何一架So 344真正走下過繪圖板。不過，這架飛機在航模愛好者中的人氣倒是挺高。

## 外部連結
- Vergeltungswaffe -Weapons
- Sturmjäger, Rammjäger discussion (in German)
- Alternate history
- Flying Things（页面存档备份，存于）
- Aircraft Models（页面存档备份，存于）